# Maitake
O maitake  (Grifola frondosa) é um cogumelo comestível originário do Japão, onde a sua comercialização cresce a cada ano e hoje está entre os de maior consumo juntamente com o shiitake.
É um cogumelo de sabor delicado e textura crocante que também o diferencia do shiitake. Seu leve aroma madeirado remete também a lembrança das algas marinhas, tão comuns na culinária japonesa.

## Etimologia
Maitake (em japonês,  舞茸) compõe-se das palavras mai, 'dança',  e take, cogumelo, significando 'cogumelo dançante' ou ' cogumelo da dança', pois há relatos de que, ao experimentar esses cogumelos, as pessoas dançavam de alegria pelo sabor. Segundo outros relatos, a alegria se devia ao fato de o cogumelo valer o seu peso em prata. O maitake pode ser também chamado  kumotake ('cogumelo nuvem'). Seu preço de mercado é de aproximadamente o dobro do shiitake (Lentinula edodes). [carece de fontes?]

## Importância nutricional
O maitake é nutritivo, rico em proteínas, contendo em relação à matéria seca 27% de proteínas, vitamina B1 e B2, niacina, vitaminas C e D e também magnésio, ferro, cálcio e fósforo.

## Importância medicinal
O maitake possui substâncias biologicamente ativas, já estudadas e publicadas em vários periódicos, comprovando várias propriedades medicinais como: controle de pressão arterial, diabetes, propriedades hepáticas; influencia sobre o sistema imunológico, inibindo desenvolvimento de tumores, vírus e bactérias.

## Como se produz
Este tipo de cogumelo é cultivado em composto orgânico à base de serragem, farelo de arroz, trigo ou soja, onde primeiramente é feita uma hidratação da mistura e a correção do pH por meio de calcário. Na sequência, é feita  a esterilização, para eliminar  simbiontes ou parasitas, e depois a  "semeadura" do fungo. O composto fica em repouso (corrida do micélio) por um período de  75 dias  em local fechado e climatizado a 16 °C,  até o aparecimento dos cogumelos. Esse processo também é conhecido como cultivo axênico (livre de simbiontes ou não contaminado) e é considerado  difícil, comparativamente a outros cogumelos e sobretudo em relação ao  mais fácil deles: o Agaricus bisporus, popularmente conhecido como   champignon de Paris ou simplesmente champignon).

## Como conservar
Os cogumelos podem ser conservados por 10 a 15 dias em refrigerador (4 °C). Geralmente, são vendidos em em bandejas de isopor (200g), recobertas por filme de PVC, ou em pequenas caixas de papelão. O cogumelo in natura é muito mais sadio, pois não contém nenhum agente de branqueamento e conserva muito mais o seu sabor original.